# Lonchogenys ilisha
Lonchogenys ilisha är en fiskart som beskrevs av Myers 1927. Lonchogenys ilisha ingår i släktet Lonchogenys och familjen Characidae. Inga underarter finns listade i Catalogue of Life.